# ميت إيفرسن ساهلهولدت
ميت ايفرسن ساهلهولدت (بالدنماركية: Mette Iversen Sahlholdt)‏ مواليد 22 يوليو 1977، هي لاعبة كرة يد دانمركية تلعب كحارس مرمى. مثلت منتخب الدنمارك لكرة اليد للسيدات.

## سجل المنافسة
شاركت في البطولات التالية:
- بطولة العالم لكرة اليد للسيدات 2015

## روابط خارجية
- ميت إيفرسن ساهلهولدت على موقع الاتحاد الأوروبي لكرة اليد (الإنجليزية)